# Schelesnogorsk-Ilimski
Schelesnogorsk-Ilimski (russisch Железногорск-Илимский) ist eine Stadt in der Oblast Irkutsk (Russland) mit 26.079 Einwohnern (Stand 14. Oktober 2010).

## Geographie
Die Stadt liegt im Nordwesten des Lena-Angara-Plateaus, etwa 1200 km nördlich der Oblasthauptstadt Irkutsk wenige Kilometer östlich des Ilim, eines rechten Nebenflusses der Angara.
Die Stadt Schelesnogorsk-Ilimski ist Verwaltungszentrum des Rajons Nischneilimski (‚Unterer-Ilim-Rajon‘).
Schelesnogorsk-Ilimski liegt an der Baikal-Amur-Magistrale (Station Korschunicha-Angarskaja; Streckenkilometer 555 ab Taischet) sowie der Fernstraße Bratsk – Ust-Kut.

## Geschichte
An Stelle einer möglicherweise bereits seit dem 17. Jahrhundert bestehenden Siedlung entstand ab 1948 im Zusammenhang mit dem Beginn des Abbaus der Eisenerzlagerstätte am Berg Schelesnaja (Eisenberg) die Bergarbeitersiedlung Korschunicha. Benannt wurde sie, wie auch das durch den Ort fließende und in den Ilim mündenden Flüsschen, nach dem Erzsucher Schestak Korschunow, welcher den „Eisenberg“ im 17. Jahrhundert entdeckt hatte.
In den 1950er Jahren, mit Bau und Fertigstellung des Westabschnittes Taischet – Ust-Kut (Lena) der späteren Baikal-Amur-Magistrale und der Aufnahme des großmaßstäblichen Eisenbergabbaus wurde dem Ort der Status Siedlung städtischen Typs unter dem Namen Schelesnogorsk („Eisenbergstadt“) verliehen.
1965, mit Fertigstellung der Erzanreicherungsfabrik, erhielt der Ort Stadtrecht unter dem heutigen Namen. Der vom Flussnamen Ilim abgeleitete Zusatz Ilimski dient der Unterscheidung von der Stadt Schelesnogorsk in der Oblast Kursk (bzw. heute auch von Schelesnogorsk in der Region Krasnojarsk, welches jedoch diesen Namen erst später bekam).
Es besteht eine Städtepartnerschaft zur japanischen Stadt Sakata.

### Bevölkerungsentwicklung
| Jahr | Einwohner |
| ---- | --------- |
| 1959 | 1.983     |
| 1970 | 22.179    |
| 1979 | 29.087    |
| 1989 | 32.326    |
| 2002 | 29.093    |
| 2010 | 26.079    |

Anmerkung: Volkszählungsdaten

## Kultur und Sehenswürdigkeiten
In der Stadt gibt es seit 1980 ein Historisches und Kunstmuseum, benannt nach dem in der Nähe geborenen Raketenkonstrukteur Michail Jangel.

## Wirtschaft
Stadtbildend sind die Eisenerztagebaue und das Werk zur Herstellung von Eisenerzkonzentrat, welche zur Mechel-AG gehören. Daneben gibt es ein Heizwerk und Betriebe der Lebensmittelindustrie.